# Eupneia
No sistema respiratório humano, eupneia é a respiração normal, silenciosa e sem esforços. Os valores de referência são de 12-22 movimentos ventilatórios por minuto nos adultos e 20-25 nas crianças.